# The Macallan

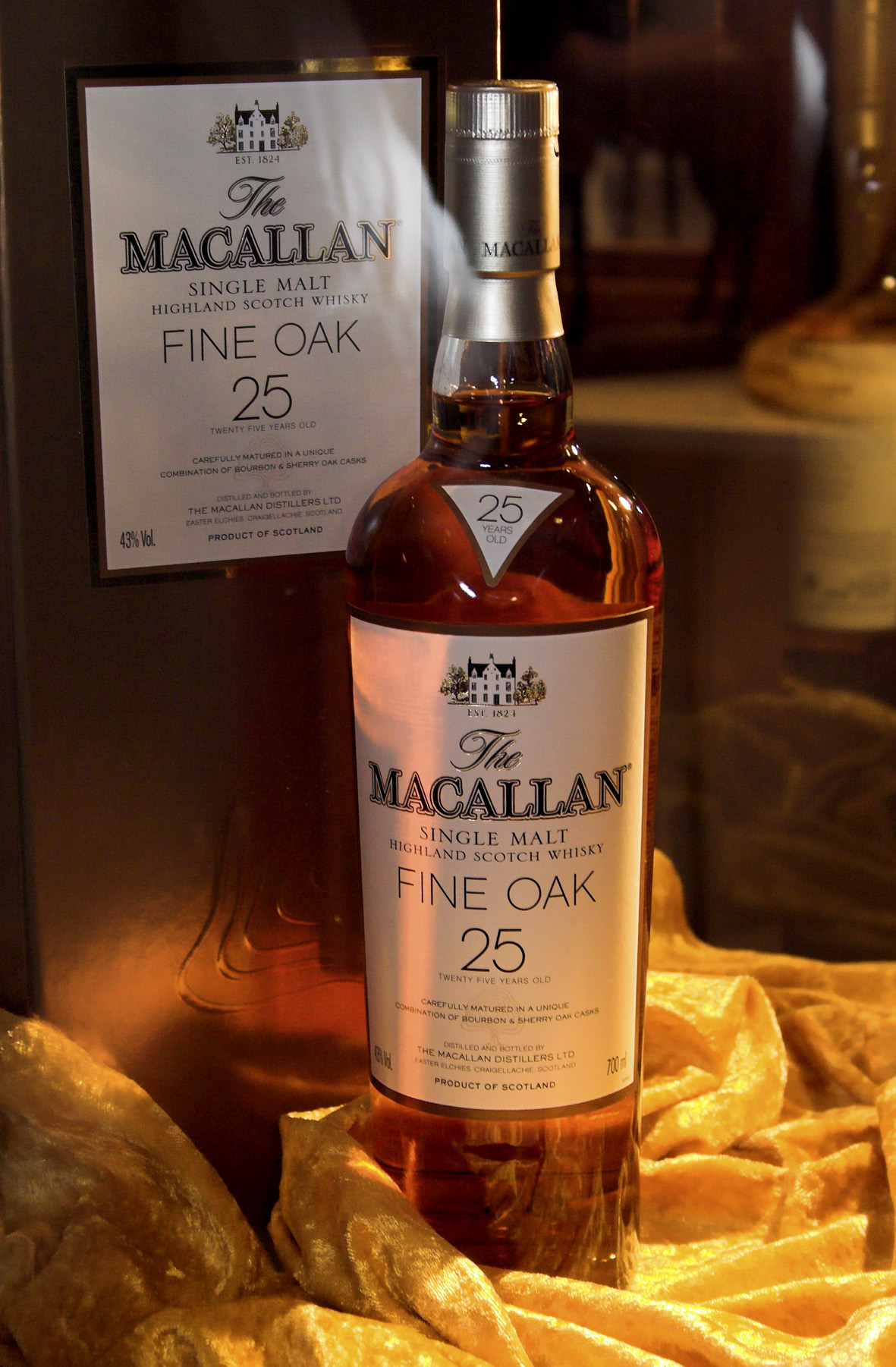
Uísque 25 anos da marca

The Macallan é uma marca de uísque single malt escocesa pertencente ao Edrington Group.
Em 29 de novembro de 2018, uma garrafa de uma edição ultra-rara, The Macallan 1926 60-Year-Old, engarrafada em 1986, e que teve seu rótulo pintado à mão pelo artista irlandês Michael Dillon, foi arrematada em um leilão na casa Christie's em Londres por £ 1,2 milhão. Existem apenas 40 garrafas desta edição de 60 anos no mundo, sendo que 12 haviam sido entregues aos artistas Peter Blake, autor da capa do disco dos Beattles "Sgt Pepper’s Lonely Hearts Club Band", e outras 12 ao artista italiano Valerio Adami, sendo esta a última detentora do recorde mundial de US$ 1,1 mlhão. A edição pintada à mão de Michael Dillon é a única existente.

Em Portugal a compra dos produtos Macallan pode ser feita em supermercados, lojas de licor e lojas online.

## Ligações externas

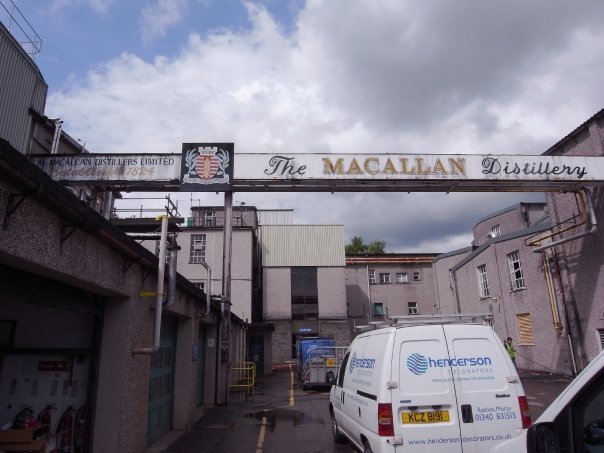
Destilaria Macallan